# سام اروین
سام اروین (به انگلیسی: Sam Ervin) سناتور سابق عضو حزب دموکرات ایالات متحده آمریکا بود. وی در سال ۱۹۵۴ تا ۱۹۷۵ میلادی سناتور ایالت کارولینای شمالی در سنای ایالات متحده آمریکا بود.